# Microvelia hinei
Microvelia hinei är en insektsart som beskrevs av Drake 1920. Microvelia hinei ingår i släktet Microvelia och familjen vattenlöpare. Inga underarter finns listade i Catalogue of Life.